# Emiliano Armenteros
Emiliano Daniel Armenteros (Luis Guillón, Buenos Aires, Argentina; 18 de enero de 1986) es un exfutbolista argentino.

## Trayectoria
Inició jugando a los 5 años en la liga de FEFIJEE. Su primer equipo fue Domingo Rodríguez, de ahí pasó a A.F. Mayo y después al Club Atlético Monte Grande. También jugó con el Brown de Adrogué, de la liga de ADIAB. Tras jugar en estas ligas locales pasó a la cantera del Club Atlético Banfield, con quienes logró debutar en primera división el 23 de abril de 2004, con una victoria de 2-0 sobre el Club Olimpo.
Se mantuvo durante dos temporadas con el primer equipo y entonces fue traspasado al Independiente en el 2005, equipo en el que sería titular durante dos temporadas consecutivas, en las que participó en 54 encuentros marcando 6 goles. A la campaña siguiente, ya con 21 años, se marchó cedido con una opción de compra de dos millones de euros al Sevilla Atlético y, tras una discreta temporada en cuanto a juego, se consolidó y realizó un final de temporada espectacular convirtiéndose en uno de los pilares del éxito del filial sevillista. 
Tras haber ejercido el Sevilla FC la opción de compra, en la temporada 2009/10 fue transferido al Xerez CD, reservándose el club sevillano una opción de recompra. Al día siguiente, Armenteros debutó con el club jerezano en Puerto Real, en el XXX Trofeo Villa de Puerto Real. Ya en la Liga, Armenteros hizo historia al conseguir el primer gol del Xerez en Primera División en el minuto 47 del partido de la 6.ª jornada frente al Málaga CF. El argentino dijo que era «un orgullo», pero también que era «el gol más extraño» que había marcado. Marcó otros tres goles a lo largo de la Liga, pero el equipo andaluz descendió.
En verano de 2010 fue cedido nuevamente por el Sevilla, esta vez al Rayo Vallecano de Madrid. En esa campaña anotó 20 goles y el club logró el ascenso a Primera División el domingo 22 de mayo de 2011, tras vencer por 3-0 al Xerez CD en el campo de fútbol de Vallecas. Armenteros anotó el segundo gol de su equipo. El 16 de octubre de 2011 debutó con el Sevilla FC en Liga en el partido que enfrentó al club hispalense con el Real Sporting de Gijón en la 8.ª jornada. El 27 de enero de 2012 se oficializó su traspaso al Rayo Vallecano de Madrid hasta el final de la temporada 2011/12. Al final de la temporada también termina su contrato con el Sevilla FC, fichando por Osasuna por tres temporadas, con una cláusula de 9 millones de euros.

## Selección nacional

### Categorías inferiores
Argentina Sub-17
Fue convocado por Hugo Tocalli para disputar el Campeonato Sudamericano Sub-17 de 2003. Argentina se proclamó campeón del torneo tras empatar en su último partido contra Brasil y terminar como el equipo con más puntos en la fase final de la competencia. De cara a la Copa Mundial de Fútbol Sub-17 de 2003, Armenteros fue cortado de la lista final.
Argentina Sub-20
Sin participar en el Campeonato Sudamericano Sub-20 de 2005, fue convocado por Francisco Ferraro para jugar la Copa Mundial de Fútbol Sub-20 de 2005. A lo largo de la competencia, Armenteros disputó 5 partidos y su selección se proclamó campeona del certamen al derrotar en la final a Nigeria.

## Estadísticas
Actualizado al último partido jugado el 13 de mayo de 2017.

### Clubes
| C. A. Banfield Argentina |               |               |     |    |    |   |   |    |     |    |
| 1° | 2003-04       | 6             | 0   | -  | -  | - | - | 6  | 0   |    |
| 1° | 2004-05       | 11            | 2   | -  | -  | 2 | 0 | 13 | 2   |    |
| Total | Total         | 17            | 2   | -  | -  | 2 | 0 | 19 | 2   |    |
| C. A. Independiente Argentina |               |               |     |    |    |   |   |    |     |    |
| 1° | 2005-06       | 21            | 2   | -  | -  | - | - | 21 | 2   |    |
| 1° | 2006-07       | 33            | 4   | -  | -  | - | - | 33 | 4   |    |
| Total | Total         | 54            | 6   | -  | -  | - | - | 54 | 6   |    |
| Sevilla Atlético · España |               |               |     |    |    |   |   |    |     |    |
| 2° | 2007-08       | 40            | 7   | -  | -  | - | - | 40 | 7   |    |
| 2° | 2008-09       | 29            | 4   | -  | -  | - | - | 29 | 4   |    |
| Total | Total         | 69            | 11  | -  | -  | - | - | 69 | 11  |    |
| Sevilla F. C. · España |               |               |     |    |    |   |   |    |     |    |
| 1° | 2008-09       | 4             | 1   | -  | -  | - | - | 4  | 1   |    |
| 1° | 2011          | 13            | 0   | 2  | 0  | 1 | 0 | 16 | 0   |    |
| Total | Total         | 17            | 1   | 2  | 0  | 1 | 0 | 20 | 1   |    |
| Xerez C. D. · España |               |               |     |    |    |   |   |    |     |    |
| 1° | 2009-10       | 25            | 4   | 2  | 0  | - | - | 27 | 4   |    |
| Total | Total         | 25            | 4   | 2  | 0  | - | - | 27 | 4   |    |
| Rayo Vallecano · España |               |               |     |    |    |   |   |    |     |    |
| 2° | 2010-11       | 37            | 20  | 1  | 0  | - | - | 38 | 20  |    |
| 1° | 2012          | 13            | 2   | -  | -  | - | - | 13 | 2   |    |
| Total | Total         | 50            | 22  | 1  | 0  | - | - | 51 | 22  |    |
| C. A. Osasuna · España |               |               |     |    |    |   |   |    |     |    |
| 1° | 2012-13       | 30            | 3   | 1  | 0  | - | - | 31 | 3   |    |
| 1° | 2013-14       | 29            | 4   | 2  | 1  | - | - | 31 | 5   |    |
| Total | Total         | 59            | 7   | 3  | 1  | - | - | 62 | 8   |    |
| Chiapas F. C. · México |               |               |     |    |    |   |   |    |     |    |
| 1° | 2014-15       | 27            | 8   | 4  | 1  | - | - | 31 | 9   |    |
| 1° | 2015-16       | 27            | 4   | -  | -  | - | - | 27 | 4   |    |
| Total | Total         | 54            | 12  | 4  | 1  | - | - | 58 | 13  |    |
| C. Santos Laguna · México |               |               |     |    |    |   |   |    |     |    |
| 1° | 2016-17       | 16            | 0   | 4  | 0  | - | - | 20 | 0   |    |
| Total | Total         | 16            | 0   | 4  | 0  | - | - | 20 | 0   |    |
| Total carrera | Total carrera | Total carrera | 361 | 65 | 16 | 2 | 3 | 0  | 380 | 67 |
| (1)Incluye datos de la Copa México (2)Incluye datos de la Copa Libertadores de América (2005) y Liga Europa de la UEFA (2011-12) |               |               |     |    |    |   |   |    |     |    |

### Selecciones
| Competición                            | Categoría | Sede         | Resultado | PJ | G |
| -------------------------------------- | --------- | ------------ | --------- | -- | - |
| Campeonato Sudamericano Sub-17 de 2003 | Sub-17    | Bolivia      | Campeón   | ?  | ? |
| Copa Mundial de Fútbol Sub-20 de 2005  | Sub-20    | Países Bajos | Campeón   | 5  | 0 |
| Total                                  | –         | –            | –         | 5  | 0 |

### Resumen estadístico
|                               | Partidos | Goles |
| ----------------------------- | -------- | ----- |
| Liga                          | 361      | 65    |
| Copas nacionales              | 16       | 2     |
| Copas internacionales         | 3        | 0     |
| Selección de Argentina Sub-20 | 5        | 0     |
| Selección de Argentina Sub-17 | ?        | ?     |
| Total                         | 385      | 67    |

## Palmarés

### Campeonatos internacionales
| Título                         | Equipo                        | País         | Año  |
| ------------------------------ | ----------------------------- | ------------ | ---- |
| Campeonato Sudamericano Sub-17 | Selección de Argentina Sub-17 | Bolivia      | 2003 |
| Copa Mundial de Fútbol Sub-20  | Selección de Argentina Sub-20 | Países Bajos | 2005 |

### Campeonatos amistosos
| Título                          | Equipo              | País      | Año  |
| ------------------------------- | ------------------- | --------- | ---- |
| Copa Centenario de Talleres     | C. A. Independiente | Argentina | 2006 |
| Copa Ciudad de Mar del Plata    | C. A. Independiente | Argentina | 2007 |
| XXX Trofeo Villa de Puerto Real | Xerez C. D.         | España    | 2009 |
| XXXIII Trofeo Los Cármenes      | Xerez C. D.         | España    | 2009 |
| XX Trofeo de la Vendimia        | Xerez C. D.         | España    | 2009 |